# لسانيات وظيفية

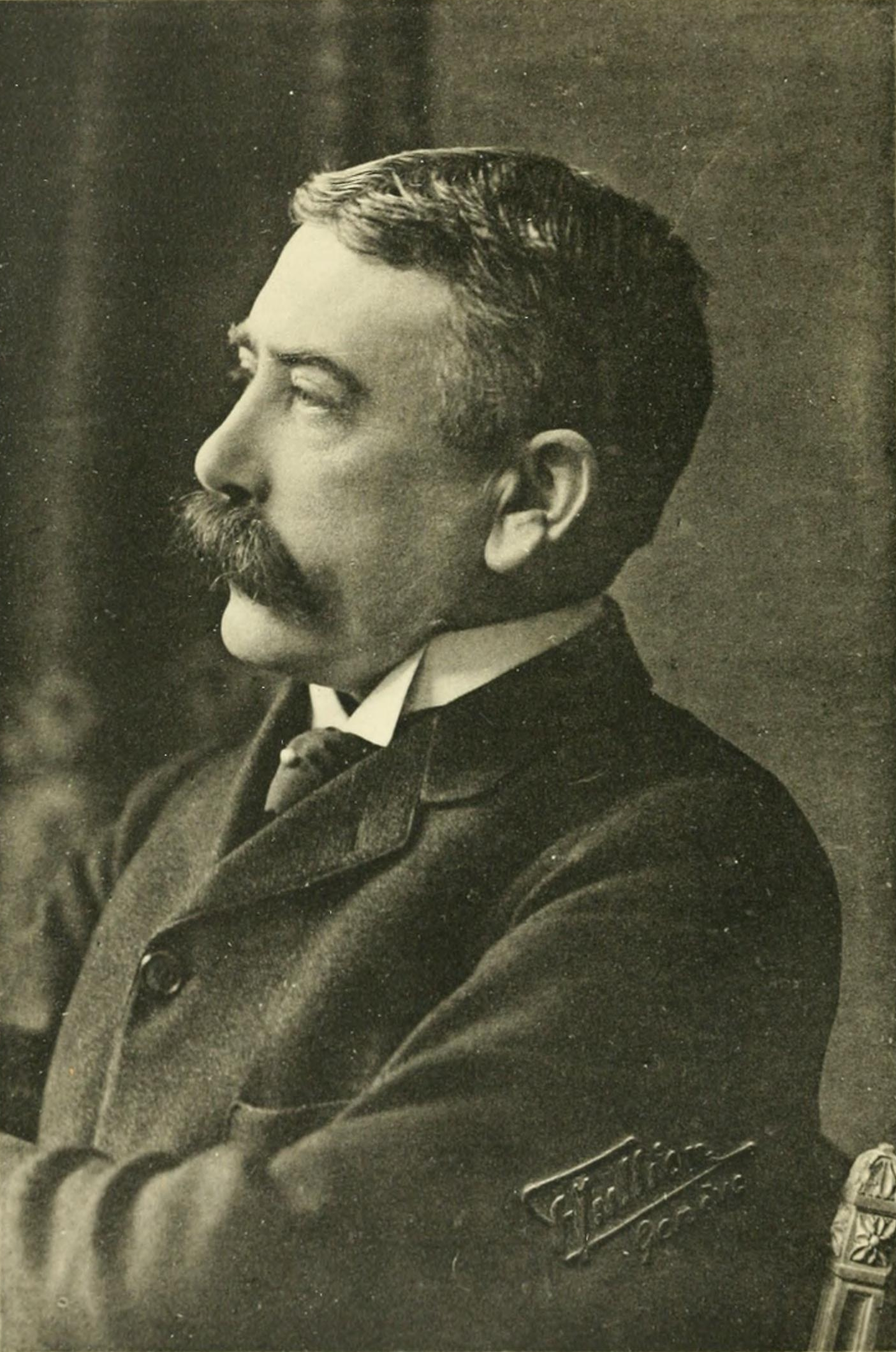
اللغوي السويسري فرديناند دي سوسير (1857-1913).

اللغويات الوظيفية هي النهج الذي تدرس اللغة من خلاله ويرى أن وظيفة اللغة وعناصرها هي المفتاح لفهم العمليات وبناء النصوص اللغوية. تقترح النظريات الوظيفية للغة أنه بما أن اللغة هي في الأساس أداة فمن المنطقي أن نفترض أن بناء النص يتم تحليله وفهمه بشكل أفضل بمعرفة الوظائف التي تقوم بها.
تنتمي النظريات الوظيفية لقواعد اللغة إلى اللغويات البنيوية والإنسانية وتأخذ في الاعتبار السياق العام حيث يتم استخدام العناصر اللغوية ودراسة الطريقة التي تكون مفيدة أو وظيفية بشكل فعال في بيئة معينة. وهذا يعني أن النظريات الوظيفية لقواعد اللغة تميل إلى التركيز على الطريقة التي يتم بها استخدام اللغة بالفعل في السياق التواصلي. يفترض أن العلاقات الأساسية بين العناصر اللغوية لها دوافع وظيفية.
صنف سيمون ديك الاتجاه الوظيفي كالتالي:
في النموذج الوظيفي يتم تصور اللغة في المقام الأول كأداة للتفاعل الاجتماعي بين البشروتُستخدم بغرض التواصل الاجتماعي. ضمن هذا النموذج، يحاول الفرد أن يكشف عن أداة اللغة فيما يتعلق بما يفعله الناس ويحققونه في التفاعل الاجتماعي. وبعبارة أخرى، يُنظر إلى اللغة الطبيعية على أنها جزء من كفاءة التواصل لمستخدمها.

## نبذة تاريخية

### التطورات الأولى من العام 1920 إلى 1970
إن نشأة اللغويات الوظيفية يتم من خلال التحول من التفسير البنائي إلى التفسير الوظيفي في علم الاجتماع 1920s. وقد أصبحت براغ والتي تقع على مفترق طرق البنيوية الأوروبية الغربية والشكلية الروسية، مركزًا مهمًا للغويات الوظيفية. كان التحول مرتبطًا بالقياس العضوي الذي استغله إميل دوركهايم وفرديناند دي سوسور. جادل سوسور في دراسته في اللغويات العامة بأن `` كائن '' اللغة يجب أن يدرس تشريحًا وليس فيما يتعلق ببيئته، لتجنب الاستنتاجات الزائفة التي قدمها أغسطس شلايشر وغيره من الداروينيين الاجتماعيين. سعت الحركة الوظيفية ما بعد السوسرية إلى طرق لحساب `` تكييف '' اللغة مع بيئتها مع الاستمرار في معاداة الداروينية.
نشر المهاجرون الروس رومان جاكوبسون ونيكولاي تروبيتزكوي رؤى النحويين الروس في براغ، ولكن النظرية التطورية لـ ليف بيرج تخالف حول غائية تغيير اللغة. عندما فشلت نظرية بيرج في اكتساب شعبية خارج الاتحاد السوفيتي، تضاءل الجانب العضوي للوظيفية، واعتمد جاكوبسون نموذجًا قياسيًا للتفسير الوظيفي من فلسفة إرنست ناجل للعلوم. إذاً هي طريقة التفسير ذاتها كما هو الحال في علم الأحياء والعلوم الاجتماعية. ولكن تم التأكيد على أن كلمة «التكيف» لا يجب فهمها في علم اللغة بنفس المعنى كما هو الحال في علم الأحياء.
نشر المهاجرون الروس رومان جاكوبسون ونيكولاي تروبيتزكوي رؤى النحويين الروس في براغ، ولكن أيضًا النظرية التطورية لـ Lev Berg ، بحجة غائية تغيير اللغة. عندما فشلت نظرية بيرج في اكتساب شعبية خارج الاتحاد السوفيتي، تضاءل الجانب العضوي للوظيفية، واعتمد جاكوبسون نموذجًا قياسيًا للتفسير الوظيفي من فلسفة إرنست ناجل للعلوم. وهي نفس طريقة التفسير كما هو الحال في علم الأحياء والعلوم الاجتماعية. ولكن تم التأكيد على أن كلمة «التكيف» لا يجب فهمها في علم اللغة بنفس المعنى كما هو الحال في علم الأحياء
الجدل حول التسمية منذ 1980
أصبح مصطلح «الوظيفية» أو «اللغويات الوظيفية» مثيرًا للجدل في الثمانينيات مع ظهور موجة جديدة من علم اللغة الدارويني. وجادلت جوانا نيكولز بأن معنى «الوظيفية» قد تغير، وأن المصطلحين اللغويات الوظيفية واللغويات الشكلية، يجب أن تؤخذ على أنها تشير إلى القواعد التوليدية واللغويات الناشئة لبول هوبر وساندرا طومسون. بينما يجب حجز مصطلح البنيوية فقط للأطر المشتقة من دائرة براغ اللغوية.
جادل وليام كروفت في وقت لاحق أنه من الحقائق التي يتفق عليها جميع اللغويين أن الشكل لا يتبع الوظيفة. ويقترح أنه يجب اعتبار "البنيوية" و "الشكلية" كلاهما يشير إلى قواعد اللغة التوليدية، و "الوظيفية في اللغويات المعرفية والقائمة على الاستخدام؛ بينما لا يمثل أندريه مارتينيت اواللغويات الوظيفية النظامية أو قواعد الخطاب الوظيفي أيًا من المفاهيم الثلاثة.
وقد زاد الموقف تعقيدًا ظهور التفكير النفسي التطوري في علم اللغة، حيث افترض ستيفن بينكر وراي جاكيندوف وآخرون أن كلية اللغة البشرية أو قواعد اللغة العالمية يمكن أن تكون قد تطورت من خلال العمليات التطورية العادية، وهذا يؤيد التفسيرالتكييفي لنشأة وتطور اللغة.وقد أدى ذلك إلى نقاش حول الوظيفية - الشكلية، حيث جادل فريدريك نيومير بأن النهج النفسي التطوري في علم اللغة يجب اعتباره أيضًا وظيفيًا.
ومع ذلك، لا تزال دائرة الوظائف اللغوية واللغويات الوظيفية تستخدمها دائرة براغ اللغوية ومشتقاتها، بما في ذلك SILF والمدرسة الوظيفية الدنماركية واللغويات الوظيفية النظامية وقواعد الخطاب الوظيفي؛ والقواعد الإطارية الأمريكية والقواعد المرجعية التي تعتبر نفسها في منتصف الطريق بين اللغويات الرسمية والوظيفية.

## التحليل الوظيفي
التحليل الوظيفي هو فحص كيفية عمل العناصر اللغوية على طبقات مختلفة من البنية اللغوية، وكيفية تفاعل المستويات مع بعضها البعض. توجد وظائف على جميع مستويات القواعد، حتى في علم الأصوات، حيث يكون للصوت وظيفة التمييز بين المواد المعجمية.
الوظائف النحوية: (على سبيل المثال، الفاعل والمفعول)، تحديد وجهات نظر مختلفة في عرض تعبير لغوي.
الوظائف الدلالية: (وكيل، مريض، مستلم، إلخ)، يصف دور المشاركين في الحالات أو الإجراءات المعبر عنها.
الوظائف البراغماتية: (الموضوع والنمط، الموضوع والتركيز، المسند)، تحديد الحالة الإعلامية للمكونات، التي يحددها السياق العملي للتفاعل اللفظي.

## الشرح الوظيفي
الشرح الوظيفي هوالتفسير الوظيفي، ويتم تفسير البنية اللغوية بالنظرالى وظيفتها. وتأخذ اللغويات الوظيفية - كنقطة انطلاق لها- فكرة ان التواصل هو الوظيفة الأساسية للغة ولذلك يعتقد ان الظواهر الصوتية العامة والصرفية والدلالية هي الدافع لاحتياجات الناس للتواصل بنجاح مع بعضهم البعض وبالتالي فإن علم اللغة التوظيفي يأخذ وجهة النظر القائلة بأن تنظيم اللغة يعكس قيمته الوظيفية.
الاقتصاد
يتم تحويل مفهوم الاقتصاد مجازا من سياق اجتماعي أو اقتصادي إلى المستوى اللغوي ويعتبر قوة تنظيمية في الحفاظ على اللغة والتحكم في تأثير اللغة أو الصراعات الداخلية والخارجية للنظام، يعني مبدأ الاقتصاد الحفاظ على التماسك النظامي دون زيادة تكلفة الطاقة وهذا هو السبب في ان جميع اللغات البشرية – بغض النظر عن مدى اختلافها- لها قيمة وظيفية عالية كما تقوم على حل وسط بين الدوافع المتنافسة لسهولة المتحدث (البساطة أو الجمود) مقابل سهولة المستمع (الوضوح أو الطاقة).
تم وضع مبدأ الاقتصاد من قبل اللغوي الهيكلي الوظيفي الفرنسي اندريه مارتينه. يشبه مفهوم مارتينيت مبدأ zipf  (الجهد الأقل) على الرغم من ان الفكرة قد نوقشت من قبل لغويين مختلفين في اواخر القرن التاسع عشر واوائل القرن العشرين ولا يجب الخلط بين المفهوم الوظيفي للإقتصاد والاقتصاد في النحو التوليدي.
هيكل المعلومات
تم العثور على بعض التعديلات الرئيسية للتفسير الوظيفي في دراسة بنية المعلومات استناداً على عمل اللغويين السابقين. قام اللغويون ماثيوس وجان فيرباس وآخرون في دائرة براغ فليم بتوضيح مفهوم العلاقات بين الموضوعات (الموضوع والتعليق) لدراسة المفاهيم البراغماتية مثل تركيز الجملة واعطاء المعلومات لتفسير اختلاف ترتيب الكلمات بنجاح وقد تم استخدام هذه الطريقة على نطاق واسع في علم اللغة للكشف عن انماط ترتيب الكلمات في لغات العالم ومع ذلك فإن اهميتها تقتصر على الاختلااف داخل اللغة مع عدم وجود تفسير واضح لإتجاهات ترتيب الكلمات عبر اللغات.
المبادئ الوظيفية:
تم اقتراح كثير من المبادئ من البراغماتية كتفسيرات وظيفية للهياكل اللغوية وغالباً من منظور نموذجي.
1. الموضوع الأول: اللغات تفضل وضع الموضوع قبل الإطار وعادة ما يحمل الفاعل دور الموضوع لذلك فان معظم اللغات لها موضوع قبل الكائن في ترتيب الكلمات الاساسي.
2. الرسوم المتحركة اولاً: بالمثل، نظراً لان الاشخاص أكثر عرضة للحيوية فمن المرجح ان يسبقوا الكائن.
3. معطى قبل الجديد: المعلومات القديمة تأتي قبل المعلومات الجديدة.
4. الاشياء الأولى اولاً: تأتي المعلومات الأكثر اهمية أو الأكثر الحاحاً قبل المعلومات الأخرى.
5. الخفة: يتم طلب المعلومات الخفيفة (القصيرة) قبل المكونات الثقيلة (الطويلة).
6. التعميم: يتم تعميم الكلمات على سبيل المثال تميل اللغات حرف الجر أو حروف الجر وليس كلاهما على حد سواء.
7. الحمل الوظيفي: العناصر داخل نظام فرعي لغوي يتم تمييزها لتجنب الالتباس.

## إطار أعمال
إطار أعمال:
هناك العديد من الأطر النحوية المتميزة التي تستخدم نهجاً وظيفياً:
- كانت الوظيفية البنيوية لمدرسة براغ اقدم اطار وظيفي تم تطويره في عشرينيات القرن العشرين.
- الصيغة الوظيفية لاندرية مارتينيت مع كتابين رئيسيين، نظرة وظيفية للغة (1962) ودراسات في النحو الوظيفي (1975). مارتينيت هو أحد اللغويين الفرنسيين الأكثر شهرة ويمكن اعتباره أبو الوظيفية الفرنسية تأسست من قبل مارتينيت وزملائه (societe internationale de linguistique fonctionnelle SLIF) هي منظمة للغويات الوظيفية التي تعمل بشكل رئيسي باللغة الفرنسية.